# دير مران
دير مُرَّان هو دير وقرية في الضواحي الغربية للعاصمة دمشق، يقع على المنحدرات السفلية لجبل قاسيون، والتي كانت موطنًا موسميًا مفضلاً للخلفاء الأمويين والعباسيين في القرنين السابع والثامن والتاسع. لم يتم تحديد موقعها بالضبط.

## الموقع وأصل الكلمة
لم يتم تحديد موقع دير موران بالضبط، على الرغم من أن مصادر العصور الوسطى تشير إلى أنها كانت تقع على المنحدرات السفلية لجبل قاسيون بالقرب من باب الفراديس بدمشق.حيث تطل على بساتين سهل الغوطة التي تحيط بالمدينة. سميت القرية على اسم دير مسيحي كبير يقع داخلها رغم أن أصله غامض. كما يشك في أن الاسم له جذور سريانية. اشتهرت دير مرَّان بإطلالتها على حقول الزعفران الموجودة أسفلها واحتوائها على حدائق وبساتين كثيرة محاطة بأسوار. تم تزيين ديرها بالعديد من الفسيفساء.

## التاريخ
تم استخدام دير مران من قبل الخلفاء الأمويين كسكن حيث يمكن الترفيه عنهم أثناء الإشراف على عاصمتهم دمشق.  في وقت مبكر من عام 660 عندما كان معاوية بن أبي سفيان أميراً على الشام، حشد ملازمه بسر بن أبي أرطأة قواته في دير مران لغزو مكة والمدينة لانتزاعهم من سيطرة الخليفة الشَّرعيَّ علي بن أبي طالب وذلك بعد قصّة التحكيم.  وقد أجرى الخليفة المستقبلي يزيد بن معاوية (حكم 680-683) تحسينات على أنظمة الري الخاصة به وكان يقيم هناك قبل أن يرسله والده معاوية إلى الجبهة البيزنطية في الأناضول.  لاحقاً كان الخليفة عبد الملك وحاشيته يقضون ينابيعهم هناك وفي الجابية وتوفي هناك ابنه الخليفة الوليد.  أنشأ الخليفة الوليد بن يزيد مقر إقامته الرئيسي في دير مرّان.
بعد زوال الأمويين عام 750 عاش خلفاؤهم العباسيون أو ممثلوهم في القرية و زاروها. ومن بين الخلفاء العباسيين هناك هارون الرشيد والمأمون والمعتصم.  عندما أرسل الخليفة الواثق رجاء بن أيوب لإخماد تمرد قبلي للقيسيين في دمشق، استخدم رجا دير موران كمقر له.